# Callum Smith
Callum John Smith (Liverpool, 23 aprile 1990) è un pugile britannico.
Soprannominato "Mundo", ha avuto una carriera amatoriale di successo, culminata con la vittoria della medaglia d'argento ai Giochi del Commonwealth di Delhi 2010. Passato al professionismo nel 2012, ha in seguito conquistato il titolo britannico ed EBU dei pesi supermedi prima dell'affermazione avvenuta nel 2018 con la vittoria del World Boxing Super Series. Nella medesima circostanza si è fregiato delle corone WBA e The Ring dei pesi supermedi. Il 19 dicembre 2020 perde i Titoli WBA e The Ring per decisione unanime contro Saúl Álvarez.

## Biografia
Proveniente da una famiglia legata al mondo del pugilato, è il minore dei fratelli Smith: Paul, Stephen e Liam sono tutti professionisti.